# Тати (певица)
Мурасса Уршанова (род. 15 июля 1989 года, Москва, РСФСР, СССР), более известная под псевдонимом Тати — российская певица, музыкант, автор и исполнитель. Известность обрела совместным творчеством с другими представителями хип-хоп-культуры, такими как Баста (Ноггано), ATL, Скриптонит, Смоки Мо, Птаха, группами «АК-47» и CENTR. В настоящее время занимается сольным творчеством.

## Биография
Мурасса родом из Москвы, детство провела в Лос Анджелесе, училась в музыкальной школе по классу фортепиано, скрипка; занималась танцами, знает 4 иностранных языка. По происхождению — ассирийка. С ранних лет любила музыку жанров soul, RnB, Rap. Жизнь в Америке повлияла на внутреннее чувство ритма и стиля Тати. В юности Мурасса пела в детском поп-коллективе «Непоседы». С 15 лет начинает активно писать песни в стиле RnB, записывать треки с хип-хоп исполнителями. Часто выступала в клубах, появились первые концерты. В 17 лет Мурассу пригласили в ЦАО Records, на тот момент это был самый именитый лейбл. На ЦАО Тати в свободное время записывала свои песни, на одну из таких записей приехал Баста и предложил продолжить работать в творческом объединении Gazgolder.

### 2009—2016: Gazgolder
Работая в Gazgolder, Тати записывает новый и перезаписывает демо-версии уже имеющего материала. 8 марта 2014 года выпускает свой дебютный альбом Тати, в создании которого поучаствовали Баста и Смоки Мо. В том же году Тати принимает участие в фильме «Газгольдер», сыграв саму себя. В сентябре 2016 года объявила о своем уходе из Gazgolder, обвинила лейбл во взломе своих аккаунтов в социальных сетях. На странице подруги Тати появилось сообщение от имени артистки, где она заявляет, что больше не является частью творческого объединения. Певица покинула объединение Gazgolder и продолжила сольную карьеру.

### 2016 — настоящее время: «Драма»
20 января 2017 года Тати презентовала второй сольный альбом с названием «Драма».  Первым «постгазгольдеровским» синглом к ожидаемой работе стала композиция «Голубые бабочки» в жанре хаус, релиз которой состоялся 30 ноября 2016 года. Второй сингл «Связки металлических ключей» был опубликован 15 декабря, а третий — «Другой» — появился в сети 18 января 2017 года, как эксклюзив для интернет-шоу «Rap News». Автором слов и музыки к альбому является сама певица, а ремикс на песню "Танцуй" сделал небезызвестный Юрий Усачев (экс-участник группы "Гости из будущего"). Также в работе над альбомом  принимала участие DJ minimi. С 2018 по 2019 год выпустила 4 сингла, несколько совместных работ, клип "Мыльные пузыри".

## Дискография

#### Студийные альбомы
- 2014 — «Tati»
- 2017 — «Драма»

#### Синглы
- 2012 — «Свобода» feat. Баста, Словетский, Смоки Мо, Билли
- 2013 — «Моя вселенная» feat. Баста
- 2014 — «Радуга» (Bratia Stereo Remix)
- 2014 — «Шар» feat. Баста, Смоки Мо
- 2015 — «Хочу к тебе» feat. Баста
- 2015 — «Большая дама» feat. «АК-47»
- 2015 — «Слишком большая Москва»
- 2015 — «Вернуться домой»
- 2015 — «Ни вы' ни я»
- 2015 — «Прости, но ты опоздал»
- 2015 — «До утра» (ZZ)
- 2016 — «My Only» feat. Tony Tonite
- 2016 — «Вернуться Домой» feat. ATL
- 2016 — «Голубые бабочки»
- 2016 — «Связки металлических ключей»
- 2017 — «Клофелин» feat. Мэйти
- 2017 — «Scrolling» feat. Nastra x Needow
- 2018 — «12 роз» feat. Chiblis & Benzi
- 2019 — «Мыльные пузыри»
- 2019 — "Ты хочешь остаться?"
- 2019 — "В сердце сталь"

#### Участие
- 2007 — Maxignom — «Check This Sound» (песня «Слепой музыкант»)
- 2008 — «CENTR» — «Эфир в норме» (песня «Ночь» при уч. Fame)
- 2009 — Птаха — «Ни о чём» (песня «Клён» при уч. Ноггано, Тато)
- 2009 — Ноггано — «Тёплый» (песня «Калифорния»)
- 2009 — «Триада» — «Шестое чувство» (песня «Седая ночь (Я хлопну дверью)»)
- 2010 — Баста — «Баста 3» (песни «Ростов» и «Любовь без памяти»)
- 2010 — Витёк — «Архангел» (песни «Просто верь» при уч. Ноггано и «Город не спит» при уч. QП)
- 2010 — Зануда — «Папиросы» (песня «Забудь»)
- 2011 — N1NT3ND0 — «N1NT3ND0» (песни «Гив ми мани», «Ламбада» и «Криминал» при уч. QП)
- 2011 — Slim — «Отличай людей» (песня «Свадьба 2»)
- 2011 — Maxignom— «The show by Maxignom» (песня «Слепой музыкант» (new))
- 2013 — Баста — «Баста 4» (песни «Вселенная» и «Я или Ты»)
- 2013 — Смоки Мо — «Младший» (песни «Чувствуй это» и «Искать правду»)
- 2013 — Баста — «Баста+» (песни «Просто верь» при уч. Витёк и «Свобода» при уч. Словетский, Смоки Мо, Билли)
- 2013 — Ahimas — «Алатан» (песня «Временем стать»)
- 2013 — Bratia Stereo — «Bratia Stereo» (песни «U Call Me Bitch», «Doctor Doctor», «Moscow Electoronic» и «Lambada» при уч. N1NT3ND0)
- 2014 — «Газгольдер (Саундтрек)» (песня «Я или Ты» при уч. Баста)
- 2014 — Баста — «iTunes Session» (песни «Я или Ты», «Вселенная» и «Чувствуй это»)
- 2014 — Смоки Мо — «Кара-Тэ (10 лет спустя)» (песня «Время молчания»)
- 2014 — Словетский — «Оттепель» (песня «Весна» при уч. Tony Tonite)
- 2014 — Gazgolder — «К тебе» (песни «Хочу к тебе» при уч. Баста, «Королева Мегаполиса», «Чувствуй это» при уч. Смоки Мо, «Вселенная» при уч. Баста, «Я или Ты» при уч. Баста)
- 2015 — АК-47 — Третий (песни «Большая дама» и «Твой батя»)
- 2016 — Баста — «Баста 5» (песня «Фонари»)
- 2018 — Мэйти — «Лучшее» (песня «Клофелин»)
- [[2024

```
год в музыке|2024
```

]] — Murovei & DJ Cave — «FIRMAA II» (песня «Номера»)

## Видеография
- 2009 — «Любовь без памяти» feat. Баста
- 2009 — «Просто верь» feat. Ноггано, Витёк
- 2009 — «Клён» feat. Птаха, Ноггано, Тато
- 2009 — «Седая ночь (Я хлопну дверью)» feat. Триада
- 2011 — «У, вачаганаду» feat. QП
- 2011 — «Музыка Моя Душа» feat. Nanik
- 2012 — «Гив Ми Мани» feat. N1NT3ND0
- 2012 — «Свобода» feat. Баста, Словетский, Смоки Мо, Билли
- 2013 — Приглашение в «Зелёный Театр» feat. Баста, АК-47, Смоки Мо, Словетский, Триагрутрика, QП
- 2013 — Приглашение в Сочи feat. QП
- 2013 — «Я или Ты» feat. Баста
- 2014 — Приглашение в тур «Газгольдер» в поддержку фильма feat. Баста, Guf, АК-47, Триагрутрика, Словетский, Смоки Мо, Tony Tonite
- 2014 — «Моя вселенная» feat. Баста
- 2014 — «Радуга»[8]
- 2014 — Приглашение в «Зелёный Театр» feat. Баста, Смоки Мо
- 2014 — «Шар» feat. Баста, Смоки Мо[9]
- 2014 — «Радуга» (Bratia Stereo Remix)[10]
- 2015 — «Девочка в чёрном»[11]
- 2015 — «Большая дама» feat. АК-47
- 2015 — «Новый день»
- 2015 — «Прости, но ты опоздал»
- 2016 — «My Only» feat. Tony Tonite
- 2016 — «Слишком Большая Москва»
- 2016 — «Ни вы' ни я»
- 2016 — Приглашение на GazgolderLive feat. Скриптонит
- 2016 — «Фонари» feat. Баста
- 2017 — «Голубые бабочки»[7]
- 2019 — «Мыльные пузыри»

## Фильмография
- 2014 — «Газгольдер» — Камео
- 2017 — «Бледный ВИД-2» — Камео (12 серия)